# 悉尼城市鐵路車站列表

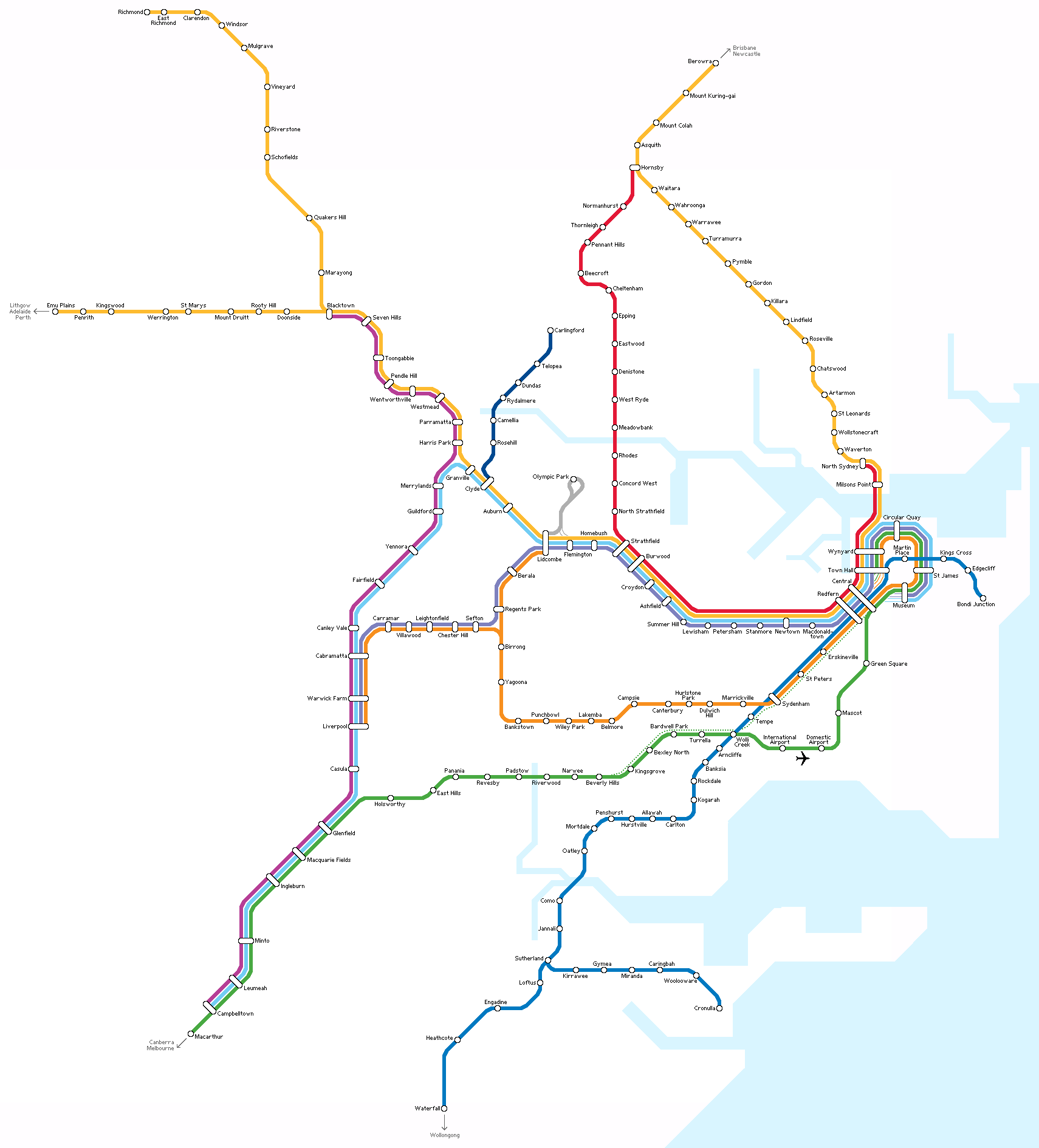
錯縱複雜的悉尼城市鐵路市區路線圖

悉尼城市鐵路是營運於雪梨、紐卡素、臥龍崗以及鄰近地區的鐵路系統，由澳大利亞新南威爾士州政府所設的新南威爾士鐵路股份有限公司（Rail Corporation New South Wales, RailCorp）負責營運。其轄下的路線大致可分為3類，分別為：
城郊路線：服務悉尼市內各城郊的居民，共有10條路線。
城際路線：服務悉尼市外各市鎮，共有4條路線。
區域路線：服務悉尼以外的主要城鎮，目前只有獵人線（紐卡素）。
自1855年首條路線開通至今，悉尼城鐵的鐵路網長達兩千多公里，車站數量達到307個，已成為全球錯綜複雜的區域鐵路系統之一，下列就是以路線作為分類的車站列表。

## 城際线

### 南海岸線

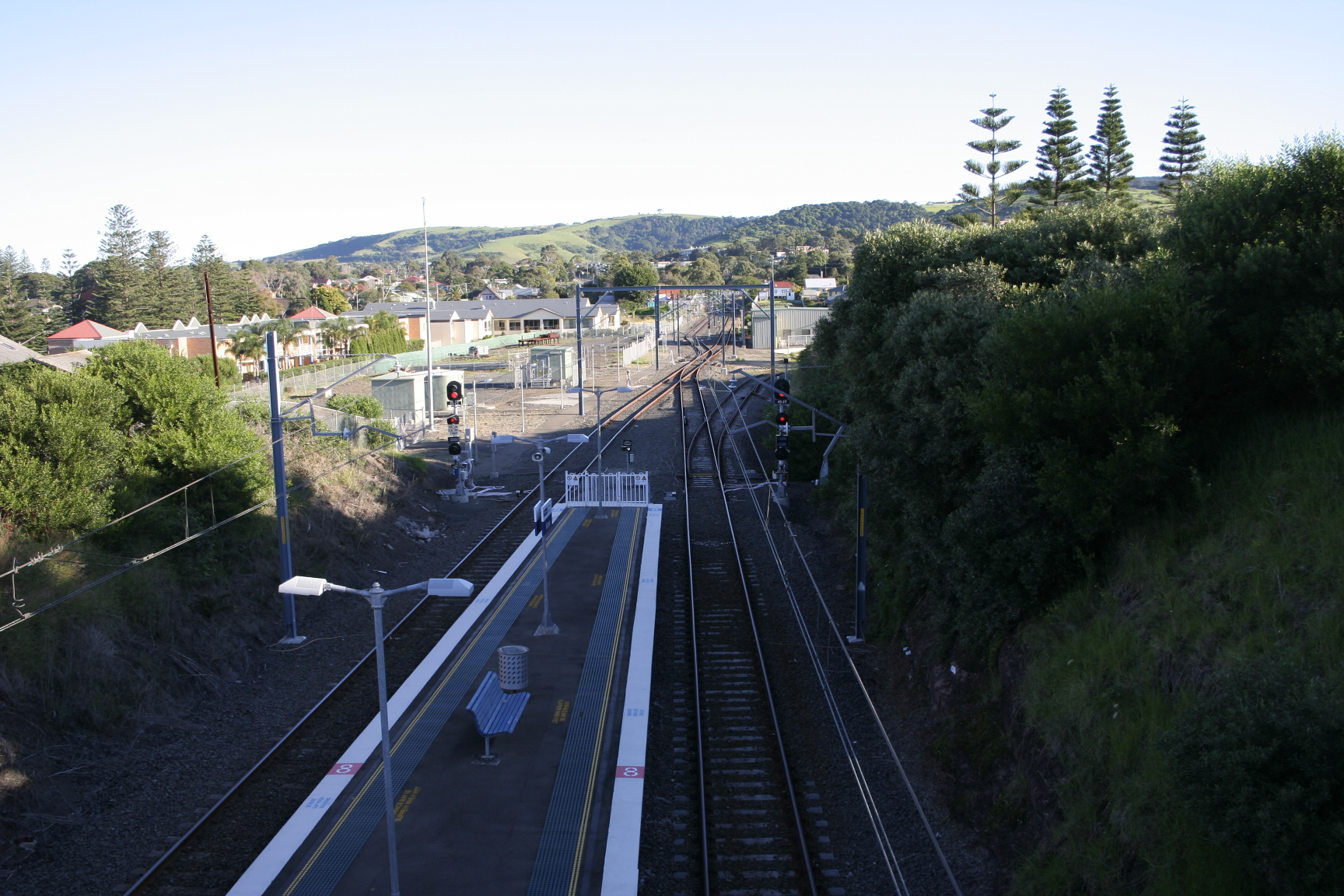
奇亞瑪站 － 南海岸線電氣化路段的終站

南海岸線是一條以伊拉瓦拉線為主幹的城際路線，單計城際路段一共有34個站。由中央站開始，經過該線於1880年代建造並進入當時是出產農業和採礦業的伊拉瓦拉，並於1926年成為新南威爾斯州的第一條電氣化鐵路，在2000年加入可與機場線作轉乘的火車站 - 渦拉溪站。2001年將電氣化路段伸延至奇亞瑪，南下的路段至今仍需轉乘柴油列車前往。
傳統上整條「伊拉瓦拉線」其實是指由伊拉瓦拉交匯處的紅蕨（Redfern）站至邦艾特利（Bomaderry）站。但在1989年由城際鐵路改組而成的悉尼城市鐵路成立時將伊拉瓦拉線的總站設定為瀑布站和克羅努拉站，瀑布火車站以南的火車站則稱為南海岸線。
現時南海岸線是以灰色和天藍色作路線的主色。

### 南高地線

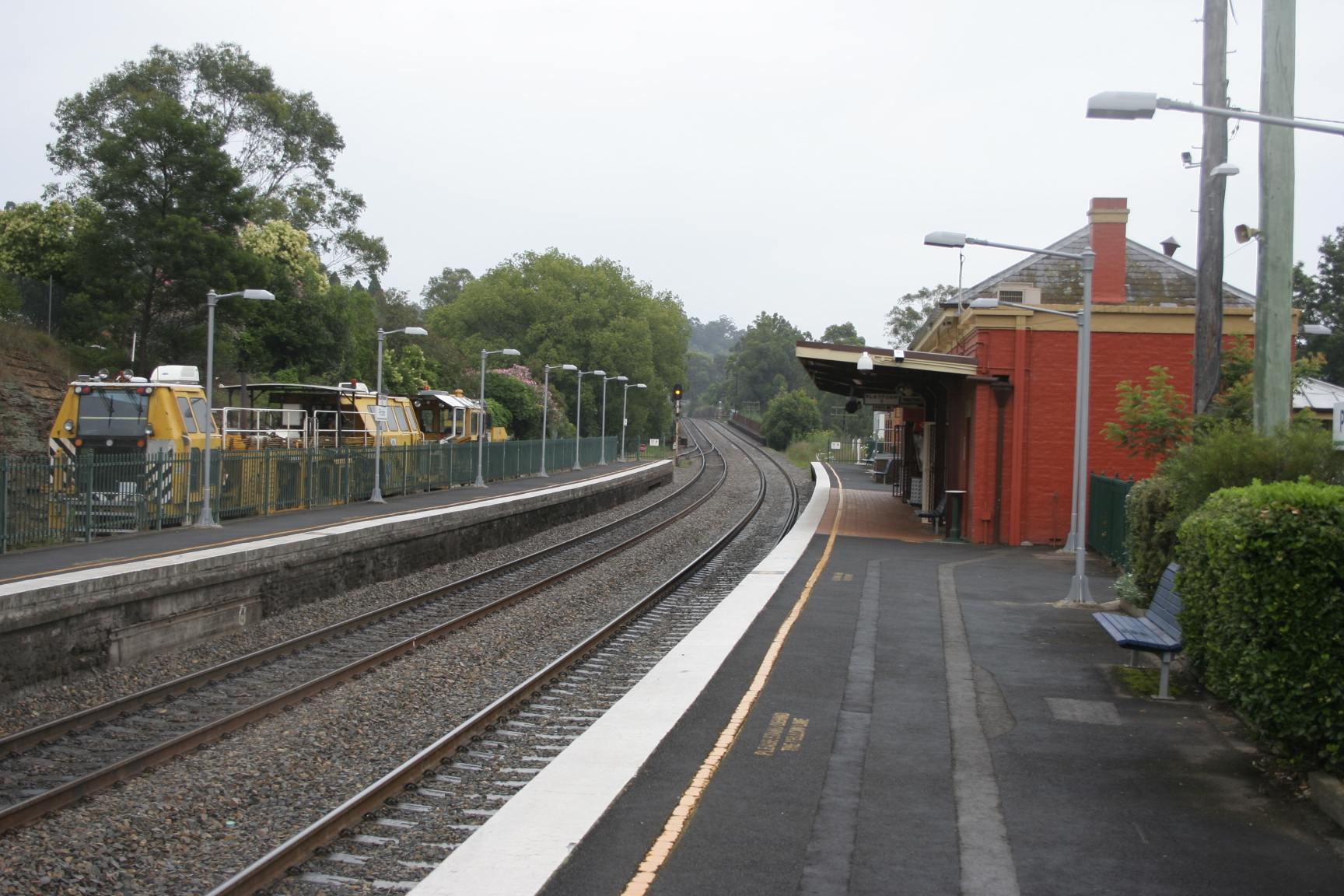
辟頓站

南高地線是一條主要服務由金寶鎮至高爾本（Goulburn）沿途各鎮的城際路線，單計城際鐵路路段一共有18個車站。大部份的列車會由金寶鎮開出，經過米搭崗（Mittagong）、寶路（Bowal）等鎮，最後到達高爾本。至今全部路段都仍未被電氣化，仍需柴油列車運行。
現時南高地線是以灰色和綠色作路線的主色。
| 車站名稱                               | 車站編碼 | 距離中央站（km） | 啟用日期                                                         | 旅遊行區域 | 區域                          | 接駁 | 前車站名稱                                                                              |
| 主南線                                 |          |                  |                                                                  |            |                               | |                                                                                         |
| 悉尼中央 Central [SHLlim]              | SBO      | 0                | 1855年9月26日 （原址） 1906年8月5日 （現址）                     | 紅         | 中央、草莓山、 勾恬冒、沙域山 | ■東郊及伊拉瓦拉線、■班克斯鎮線、 ■內西線、■機場及東山線、 ■機場及東山線、 ■南線 、■西線 ■奧林匹克公園線、 ■北線, ■北岸線 ■南海岸線、■南高地線 （有限度服務） ■藍山線、 ■紐卡素及中海岸線 | - 悉尼（Sydney） （1855-1926）                                                          |
| 格恩佛 Glenfield [SHLlim]              | GFD      | 41.930           | 1869年9月6日 （原址） 1860年7月2日 （現址）                      | 紫         | 格恩佛                        | ■坎伯蘭線、 ■東山及機場線、 ■南線 |                                                                                         |
| 大部份南高地線列車服務會由金寶鎮站開始 |          |                  |                                                                  |            |                               | |                                                                                         |
| 金寶鎮 Cambelltown                     | CAM      | 54.710           | 1858年5月17日                                                    | 紫         | 金寶鎮                        | ■東山及機場線、 ■坎伯蘭線、 ■南線 |                                                                                         |
| 麥加弗 Macarthur                       | MCU      | 56.580           | 1985年1月28日                                                    | 紫         | 亞霸鎮（Ambarvale）           | ■東山及機場線 |                                                                                         |
| 萬刃閣公園 Menangle Park               | MEK      | 62.850           | 1937年9月26日                                                    | -          | 萬刃閣公園                    | |                                                                                         |
| 萬刃閣 Menangle                        | MGE      | 65.330           | 1863年7月1日                                                     | -          | 萬刃閣                        | |                                                                                         |
| 德忌烈斯公園Douglas Park               | DPK      | 73.320           | 1869年9月6日 （原址） 1892年7月13日 （現址）                     | -          | 德忌烈斯公園                  | | 都忌烈斯公園 （Douglass Park） （1869-1891）                                            |
| 辟頓 Picton                            | PIC      | 85.250           | 1863年7月1日                                                     | -          | 辟頓                          | |                                                                                         |
| 搭姆 Tahmoor                           | TAH      | 94.490           | 1919年7月13日                                                    | -          | 搭姆、 高晶亞 （Couridjah）   | |                                                                                         |
| 巴高 Bargo                             | BZG      | 102.870          | 1919年7月13日                                                    | -          | 巴高、 因第華 （Yanderra）    | | 西巴高 （West Bargo） （1919-1921）                                                     |
| 因韻步 Yerrinbool                      | YEB      | 116.310          | 1919年7月13日                                                    | -          | 因韻步                        | |                                                                                         |
| 米搭崗 Mittagong                       | MIT      | 131.570          | 1867年3月1日                                                     | -          | 米搭崗                        | |                                                                                         |
| 寶路 Bowral                            | BWL      | 136.340          | 1867年12月2日                                                    | -          | 寶路                          | |                                                                                         |
| 寶華度 Burradoo                        | BUO      | 138.840          | 1870年 （開幕） 1975年3月22日 （關閉） 1976年3月1日 （重開）     | -          | 寶華度                        | |                                                                                         |
| 地衣谷 Moss Vale                       | MSV      | 145.710          | 1867年12月2日                                                    | -          | 地衣谷                        | | 新頓森林 Sutton Forest （1867-1877）                                                    |
| 愛塞特 Exeter                          | EXT      | 155.880          | 1878年                                                           | -          | 愛塞特                        | | 巴特利側線 （Badgery's Siding） （1878-1890）                                           |
| 本特農 Bundanoon                       | BUN      | 162.260          | 1868年8月6日                                                     | -          | 本特農                        | | 佐敦過路處 （Jordans Crossing） （1868–1878） 佐敦側線 （Jordans Siding） （1878-1881） |
| 彭露斯 Penrose                         | PRS      | 171.400          | 1869年 （作為側線） 1871年6月1日 （原址） 1916年3月15日 （現址） | -          | 彭露斯                        | | 纜索側線 （Cables Siding） （1869-1871）                                                |
| 永繼路 Wingello                        | WNE      | 177.140          | 1871年7月1日 （作為側線） 1882年 （開幕）                        | -          | 永繼路                        | | [Unnamed] （1871-1895）                                                                 |
| 搭朗 Tallong                           | TJG      | 185.380          | 1869年 （原址） 1878年4月16日 （增設月台）                       | -          | 搭朗                          | | 巴巴斯溪儲水池 （Barbers Creek Tank） （1869-1905）                                     |
| 馬木蘭 Marulan                         | MRX      | 192.910          | 1868年8月6日                                                     | -          | 馬戶蘭                        | |                                                                                         |
| 高爾本 Goulburn                        | GUL      | 224.900          | 1869年5月19日                                                    | -          | 高爾本                        | |                                                                                         |

### 藍山線
藍山線是一條途經大藍山地區的鐵路，由悉尼城市鐵路管理，城際鐵路共有21個車站。由中央站開始，沿西線到達鴯鶓平原站後，經過春活、卡通巴，到達上藍山地區，最後在力斯高作終站。該線是作為主西線工程的一部份，在1868年開幕。
此路段的最大特色為需爬上不同的山谷，在建造的初期此站段共有東西兩邊的之形路軌用作上下山之用，東面的現已拆除，西面現作Zig Zag旅客鐵路，而藍山線側另開一條有10條隧道的路段及加上一個之扎（Zig Zag）站。
藍山線是以灰色和黃色作路線的主色。
| 車站名稱                           | 車站編碼 | 距離中央站（km） | 啟用日期 | TravellPass區域 | 區域                            | 接駁 | 前車站名稱 |
| 北岸線                             |          |                  | |                 |                                 | | |
| 北悉尼 North Sydney [BMLpeak]      | NSY      | 5.130            | 1932年3月20日 | 紅              | 北悉尼                          | ■北線 | |
| 米臣角 Milsons Point [BMLpeak]     | MPT      | 4.440            | 1893年5月1日 （原址） 1915年5月30日 （第二站址） 1915年7月13日 （第三站址） 1924年7月28日 （第四站址） 1932年2月28日 （現址） | 紅              | 米臣角                          | ■北線 | |
| 市環線                             |          |                  | |                 |                                 | | |
| 溫亞 Wynyard [BMLpeak]             | MPC      | 2.050            | 1932年2月28日 | 紅              | 悉尼都會區                      | ■班克斯鎮線、■內西線、 ■機場暨東山線 ■南線 、■北線、■北岸線 | |
| 市政廳 Town Hall [BMLpeak]         | THL      | 1.213            | 1932年2月28日 | 紅              | 悉尼都會區，達令港              | ■東郊及伊拉瓦拉線、■班克斯鎮線、 ■內西線、■東山及機場線、 ■南線 、 ■北線、■北岸線、 ■南海岸線、 （只限繁忙時間） ■藍山線 （只限繁忙時間）                          | |
| 一般城際線的列車都會在中央站開始   |          |                  | |                 |                                 | | |
| 悉尼中央 Central                   | SBO      | 0                | 1855年9月26日 （原址） 1906年8月5日 （現址）                                                                                  | 紅              | 中央、草莓山、 勾恬冒、沙域山   | ■東郊及伊拉瓦拉線、 ■班克斯鎮線、■內西線、 ■機場及東山線 ■南線 、 ■奧林匹克公園線、 ■北線、■北岸線、 ■南海岸線、■南高地線 （有限度服務） ■紐卡素及中海岸線         | - 悉尼（Sydney） （1855-1926）                                                                                |
| 主線                               |          |                  | |                 |                                 | | |
| 紅蕨 Redfern [SPM]                 | RDF      | 1.298            | 1878年4月15日 | 紅              | 紅厥、窩打老、達令頓、 悉尼大學 | ■東郊及伊拉瓦拉線、 ■班克斯鎮線、■內西線 ■東山及機場線、■南線 、 ■西線、 ■奧林匹克公園線、 ■南海岸線 （只限繁忙時間） ■南高地線、 （有限度服務） ■紐卡素及中海岸線 | - 艾弗賴（Eveleigh） （1878-1906）                                                                            |
| 史卓菲 Stratfield                  | SFD      | 11.810           | 1876年7月9日 （原址） 1900年9月23日 （第二站址） 1922年11月6日 （現址）                                                       | 綠              | 史卓菲、康寶樹                  | ■內西線、■南線 、 、■西線、■北線、 ■奧林匹克公園線、 ■紐卡素及中海岸線                                                                                             | 紅懷（Redmyre） (1876–1885)                                                                                   |
| 禮勤 Lidcombe                      | LDC      | 16.610           | 1858年11月1日 | 綠              | 禮勤                            | ■內西線、■南線、■班克斯鎮線、 ■西線、 ■奧林匹克公園線 | 哈林溪（Haslems Creek） （1858-1876） 沃活（Rookwood） （1876-1914）                                          |
| 格蘭弗 Granville                   | GAV      | 21.220           | 1860年7月2日 | 黃              | 格蘭弗                          | ■南線、■西線 | 珀拉瑪特聯運 （Parramatta Junction） 〈1860-1880〉                                                            |
| 主西線                             |          |                  | |                 |                                 | | |
| 珀拉瑪特 Parramatta                | PTA      | 23.210           | 1855年9月25日 （原址，格蘭佛站） 1860年7月4日 （現址）                                                                        | 黃              | 珀拉瑪特                        | ■坎伯蘭線、■西線 | |
| 西草地 Westmead [BMLpeak] [SP6]    | WMD      | 25.160           | 1883年3月 | 粉紅            | 西草地                          | ■坎伯蘭線、■西線 | |
| 黑鎮 Blacktown                     | BAK      | 34.87            | 1860年7月2日 | 紫              | 黑鎮                            | ■坎伯蘭線、■西線 | 黑鎮道（Black Town Road） （1860-1862）                                                                       |
| 彭裏斯 Penrith                     | PNR      | 55.1             | 1863年1月19日 | 紫              | 彭裏斯                          | ■西線 | |
| 鴯鶓平原 Emu Plains [SP6]          | EPS      | 57.4             | 1868年8月18日 （原址） 1884年 （現址）                                                                                        | 紫              | 鴯鶓平原、鴯鶓高原              | ■西線 | |
| 立斯冬 Lapstone                    | LAP      | 63.620           | 1964年2月24日 | -               | 立斯冬                          | | |
| 格蘭卜 Glenbrook [SP6]             | GBR      | 67.090           | 1867年7月11日 （原址） 1913年5月13日 （現址）                                                                                 | -               | 格蘭卜                          | | 水缸 （Watertank） （1867-1874） 華高斯側線 （Wascoes Siding） （1874-1878） 卜谷 （Brookdale） （1878-1879） |
| 伯斯蘭 Blaxland [SP6]              | BXD      | 71.480           | 1967年7月11日 | -               | 伯斯蘭                          | | 華高斯 （Wascoes） （1867–1879）                                                                              |
| 華米冒 Warrimoo [SP6]              | WRM      | 74.300           | 1918年3月9日 | -               | 華米冒                          | | |
| 山谷高原 Vally Heights [SP6]       | VHS      | 77.410           | 1875年5月 | -               | 山谷高原                        | | 依架月台 （Eagers Platform） （1875-1877） 山谷 （The Valley） （1877-1880）                                  |
| 春活 Springwood [SP6]              | SPR      | 79.670           | 1867年7月11日 | -               | 春活                            | | |
| 科幹橋 Faulconbridge [SP6]         | FLB      | 82.960           | 1877年3月15日 | -               | 科幹橋                          | | |
| 蓮頓 Linden [SP4]                  | LND      | 86.810           | 1847年8月 （作為加水站） 1874年10月26日 （增加月台）                                                                          | -               | 蓮頓                            | | 蓮頓水缸 （Linden Tank） （1874） 亨達巨月台 （Henderson's Platform） （1874-1879）                           |
| 活福 Woodford [SP6]                | WFO      | 90.370           | 1868年7月11日 | -               | 活福                            | | 砵士月台 （Buss's Platform） （1868-1871）                                                                    |
| 榛子溪 Hazelbrook [SP6]            | HZK      | 93.470           | 1884年 | -               | 榛子溪                          | | |

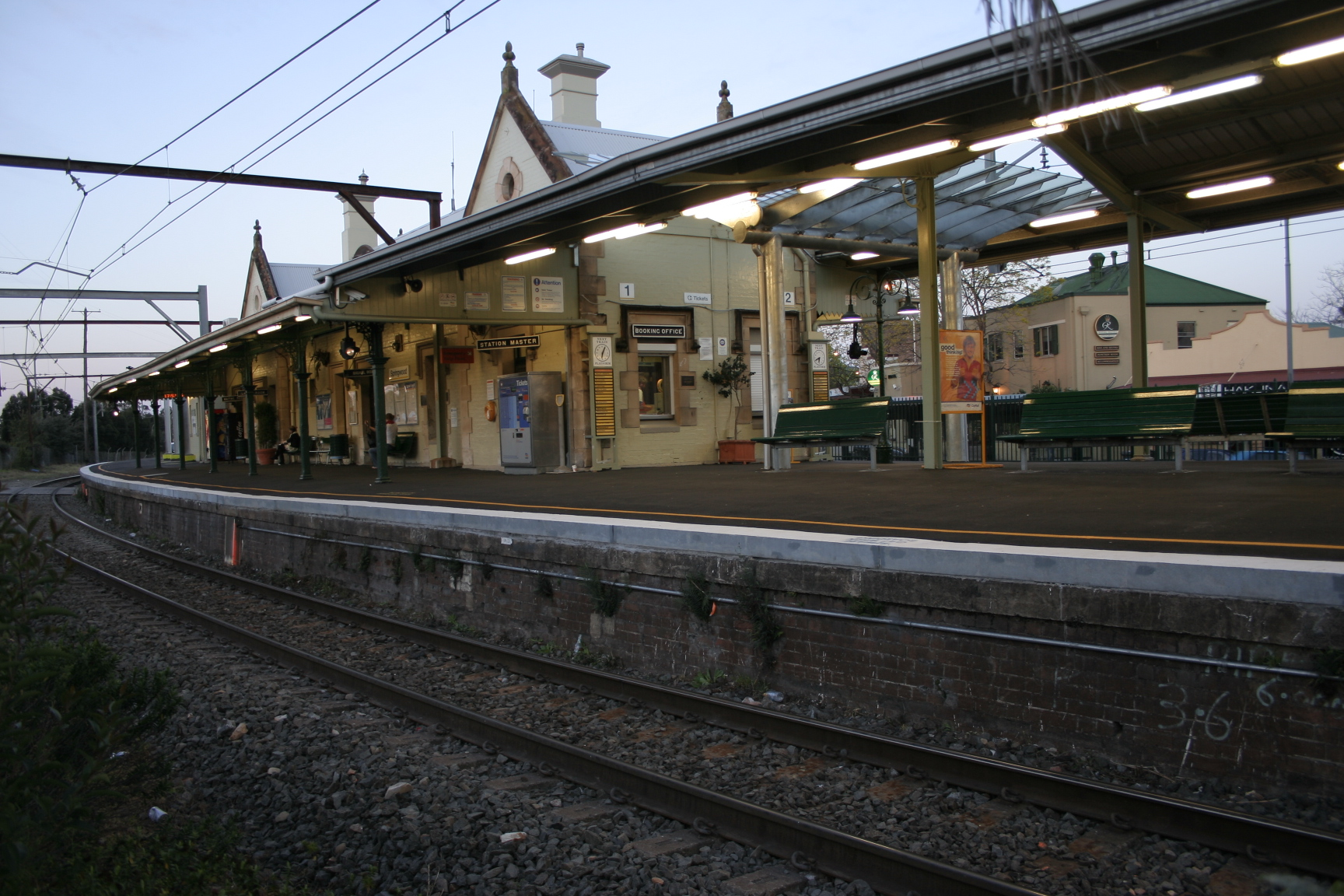
春活站 － 藍山線其中一個終站

| 羅臣 Lawson [SP6]                  | LWN      | 96.040           | 1868年7月11日 | -               | 羅臣                            | | 藍山 （Blue Mountain） （1867-1879）                                                                          |
| 布拉布那 Bullaburra [SP6]          | BUB      | 97.690           | 1925年2月16日 | -               | 布拉布那                        | | |
| 溫特沃斯瀑布 Wentworth Falls [SP6] | WFS      | 102.610          | 1867年7月22日 | -               | 溫特沃斯瀑布                    | | 天氣板 （Weatherboard） （1867-1879）                                                                         |
| 露華 Leura                         | LEU      | 97.690           | 1890年12月6日 | -               | 露華                            | | |
| 卡通巴 Katoomba                    | KTO      | 109.940          | 1874年2月2日 | -               | 卡通巴                          | | 吉碎斯 （Crushers） （1874-1877）                                                                             |
| 米杜巴乎 Meadlow Bath [SP6]        | MED      | 115.800          | 1880年1月21日 | -               | 米杜巴乎                        | | 鮑斯西定佈道山 （Browns Siding Pulpit Hill） （1880-1883） 米杜 （Medlow） （1883-1903）                      |
| 黑石南 Blackheath                  | BKE      | 120.670          | 1862年8月1日 | -               | 黑石南                          | | |
| 維多利亞峰 Mount Victoria          | MVR      | 126.720          | 1869年9月6日 | -               | 維多利亞峰                      | | |
| 貝爾[a] Bell [SP4]                 | BEL      | 137.120          | 1875年5月1日 | -               | 貝爾                            | | 維臣峰 （Mount Wilson） （1875-1889）                                                                         |
| 之扎[a] Zig Zag [SP1r]             | ZIG      | 150.940          | 1878年4月15日 （開幕） 1910年10月15日 （關閉） 1959年 （重開）                                                                | -               | 之扎                            | | |
| 力斯高 Lithgow                     | LTH      | 155.780          | 1887年6月 （原址） 1855年3月9日 （現址）                                                                                      | -               | 力斯高                          | | |

### 紐卡素及中海岸線

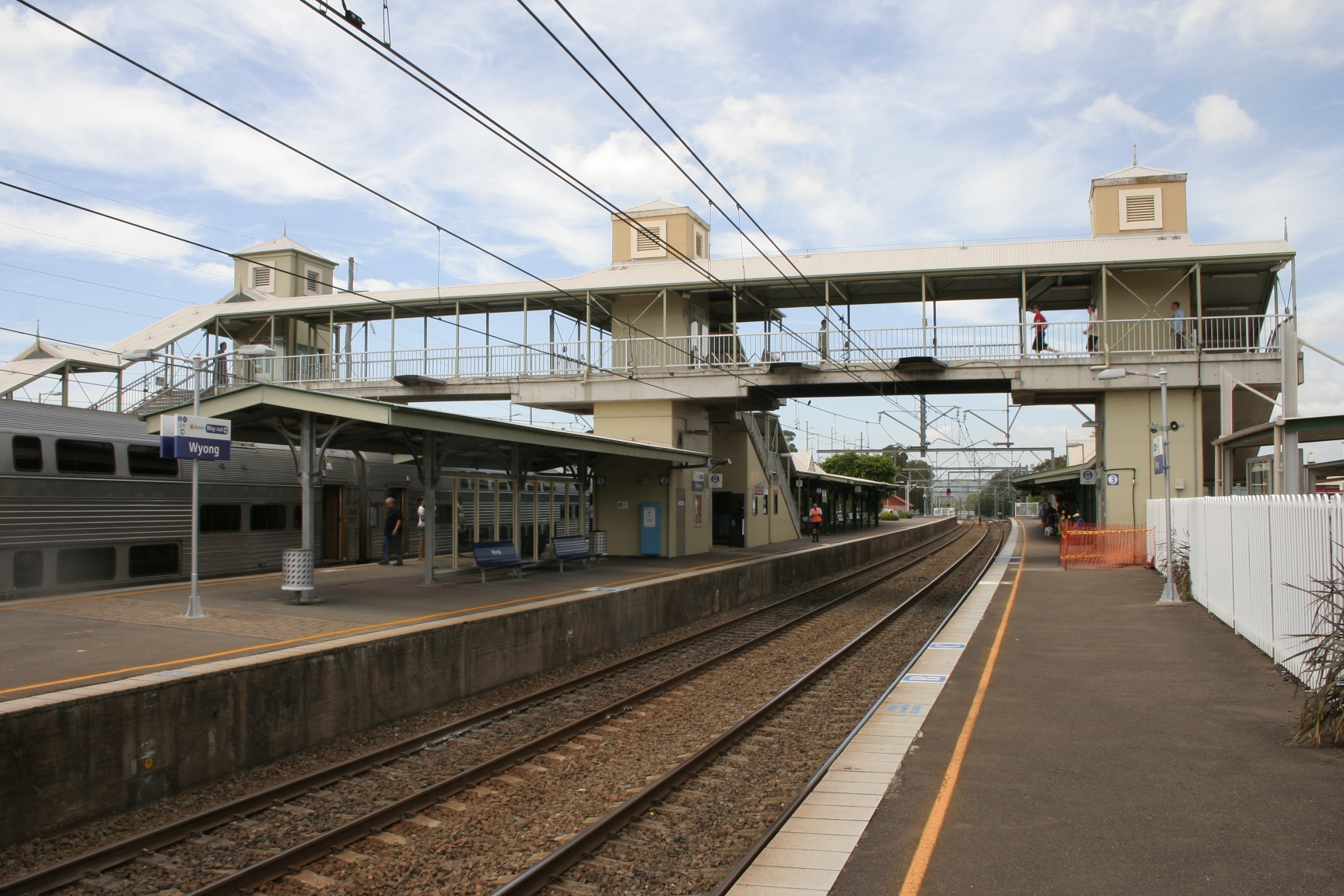
懷昂站

紐卡素及中海岸線是悉尼城市鐵路轄下的一條來往紐卡素至悉尼的城際鐵路，另外亦接和其鐵路網下唯一的獵人線相連。單計路線中的城際鐵路路段，一共有31個車站。路線由中央站開始，經過史卓菲站後進入主北線，經過中海岸地區，包括高士福鎮和懷昂鎮。最後轉入紐卡素，以紐卡素作為終站。
該線是以灰色和紅色作路線的主色。
| 車站                              | 車站編碼   | 距離中央站（km） | 啟用日期 | MyZone區域 | 紐卡素市 TravellPass區域 | 區域                                    | 接駁 | 前車站名稱 |
| 主線                              |            |                  | |            |                          |                                         | | |
| 悉尼中央 Central                  | CEN或者SYT | 0                | 1855年9月26日 （原址） 1906年8月5日 （現址）                                                                                     | 1區        | -                        | 中央、草莓山、 勾恬冒、沙域山           | ■東郊及伊拉瓦拉線、 ■班克斯鎮線、■內西線、 ■機場及東山線 ■南線 、 ■奧林匹克公園線、 ■北線、■北岸線、 ■南海岸線、■南高地線 （有限度服務） ■藍山線                                   | - 悉尼（Sydney） （1855-1926） |
| 萊德芬 Redfern [NCLpeak]          | RDF        | 1.298            | 1878年4月15日 | 1區        | -                        | 紅厥、窩打老、達令頓 悉尼大學           | ■東郊及伊拉瓦拉線、 ■班克斯鎮線、■內西線 ■機場及東山線 （只限繁忙時間） ■南線 、■西線 ■北岸線、■北線 ■奧林匹克公園線、 ■南海岸線 （只限繁忙時間） ■南高地線 （有限度服務） ■藍山線 | - 艾弗賴（Eveleigh） （1878-1906） |
| 史卓菲 Stratfield                 | SFD        | 11.810           | 1876年7月9日 （原址） 1900年9月23日 （第二站址） 1922年11月6日 （現址）                                                          | 2區        | -                        | 史卓菲、康寶樹                          | ■內西線、■南線 、 ■西線、 ■奧林匹克公園線 ■藍山線、■紐卡素暨中海岸線 | 紅懷（Redmyre） (1876–1885) |
| 主北線                            |            |                  | |            |                          |                                         | | |
| 西懷特 West Ryde [NCLpeak]        | WRD        | 19.200           | 1886年9月17日 | 2區        | -                        | 西懷德，懷德                            | ■紐卡素暨中海岸線 | 懷德 Ryde （1886-1945） |
| 依士活 Eastwood                   | EAW        | 21.390           | 1886年9月17日 | 2區        | -                        | 依士活                                  | ■紐卡素暨中海岸線 | |
| 葉坪 Epping                       | EPG        | 23.390           | 1886年9月17日 （原址） 1900年2月15日 （現址）                                                                                    | 2區        | -                        | 葉坪                                    | ■紐卡素及中海岸線 | |
| 康士比 Hornsby                    | HBY        | 33.860           | 1886年9月17日 | 2區        | -                        | 康士比                                  | ■北岸線、 ■紐卡素及中海岸線 | 康士比 （Hornsby） （1886-1894） 康士比聯運 （Hornsby Junction） （1894-1900）                                                                             |
| 阿斯鉗 Asquith [NCLpeak]          | ASQ        | 35.690           | 1915年11月1日 | 3區        | -                        | 阿斯鉗                                  | ■北岸線 | |
| 包奧華 Berowra                    | BEW        | 44.660           | 1887年4月7日 | 3區        | -                        | 包奧華                                  | ■北岸線 | |
| 交灣 Cowan [SP4]                  | CWN        | 48.810           | 1890年 | 3區        | -                        | 交灣                                    | ■北岸線 （只限繁忙時間） | |
| 霍斯貝利河 Hawkesbury River       | HKR        | 57.400           | 1870年 | 3區        | -                        | 布魯克林                                | ■北岸線 （只限繁忙時間） | 比茲渡口 （Peats Ferry） （1870-1888） 布魯克林 Brooklyn （1888-1889） 霍斯貝利河 （Hawkesbury River） （1889-1890） 霍斯貝利 （Hawkesbury） （1890-1906） |
| 黃德拜[a] Wondabyne [SP1r]        | WBE        | 65.150           | 1889年5月1日 （原址） 1893年6月1日 （關閉） 1910年10月 （重開） 1911年1月1日 （關閉） 1918年10月31日 （重開） 1939年4月 （現址） | 3區        | -                        | 黃德拜                                  | | 茂泥溪交匯處 （Mullet Creek Junction） （1889-1890） 霍斯貝利信號室 （Hawkesbury Cabin）（1890-1891）                                                      |
| 威威 Woy Woy                      | WOY        | 72.620           | 1889年2月1日 | 3區        | -                        | 威威                                    | ■北岸線 （只限繁忙時間） | |
| 高利黃 Koolewong [SP1r]           | KWG        | 74.820           | 1920年11月29日 | 3區        | -                        | 高利黃                                  | | |
| 搭斯崗 Tasscot [SP1r]             | TSC        | 76.910           | 1905年10月 | 3區        | -                        | 搭斯崗                                  | ■北岸線 （只限繁忙時間） | |
| 奇尼角 Point Clare [SP4]          | PCL        | 78.050           | 1891年6月28日 | 3區        | -                        | 奇尼角                                  | ■北岸線 （只限繁忙時間） | |
| 高士福 Gosford                    | GOS        | 80.910           | 1887年8月15日 | 3區        | -                        | 高士福                                  | ■北岸線 （只限繁忙時間） | |
| 那華華 Narara [SP4]               | NRR        | 84.600           | 1887年8月15日 | 3區        | -                        | 那華華                                  | ■北岸線 （只限繁忙時間） | |
| 尼亞加拉華公園 Niagara Park [SP4] | NIA        | 86.190           | 1902年10月 | 3區        | -                        | 尼亞加拉華公園                          | ■北岸線 （只限繁忙時間） | 突杜拉 （Tundula） （1902） |
| 利沙露 Lisarow [SP4]              | LRW        | 87.730           | 1887年10月31日 | 3區        | -                        | 利沙露                                  | ■北岸線 （只限繁忙時間） | 珍溪士側線 （Jenkins Siding） （1892-1902） 懷俄明 （Wyoming） （1902）                                                                                    |
| 俄音巴 Ourimbah [SP4]             | OUR        | 90.610           | 1887年8月15日 | 3區        | -                        | 俄音巴                                  | ■北岸線 （只限繁忙時間） | |
| 突加華 Tuggerah                   | TGG        | 98.540           | 1890年 | 3區        | -                        | 突加華                                  | ■北岸線 （只限繁忙時間） | 突加華湖 （Tuggerah Lakes） （1890-1891） 突加華 （Tuggerah） （1891-?） 突加華湖 （Tuggerah Lakes） （?-1911）                                            |
| 懷昂 Wyong                        | WYG        | 101.080          | 1887年8月15日 | 3區        | -                        | 懷昂                                    | ■北岸線 （只限繁忙時間） | |
| 華恩圍 Warnervale [SP4]           | WNV        | 105.900          | 1907年9月2日 （原址） 1910年10月17日 （現址）                                                                                    | 3區        | -                        | 華恩圍                                  | | |
| 威爾 Wyee [SP4]                   | WYE        | 114.860          | 1892年8月1日 （原址） 1896年2月 （增加月台）                                                                                     | 3區        | -                        | 威爾                                    | | |
| 摩爾賽 Morisset [SP4]             | MOI        | 123.330          | 1888年8月15日 | 3區        | -                        | 摩爾賽                                  | | 摩爾賽 （Morrisset） （1888-1889） |
| 多拉溪 Dora Creek [SP4]           | DRK        | 127.230          | 1889年8月16日 | 3區        | -                        | 多拉溪、 買拉灣 （Myuna Bay）           | | |
| 亞娃巴 Awaba [SP4]                | AWB        | 137.310          | 1887年8月15日 | 3區        | 綠                       | 亞娃巴                                  | | |
| 快斯粉 Fassifern                  | FSN        | 142.310          | 1888年 （原址） 1891年5月5日 （現址）                                                                                            | 3區        | 綠                       | 快斯粉、白柯灣、 粉妞灣（Fennell Bay）  | | |
| 寶華久 Booragul [SP4]             | BGL        | 146.390          | 1926年10月24日 | 3區        | 綠                       | 寶華久                                  | | |
| 特華巴 Teralba [SP4]              | TRB        | 147.570          | 1887年8月15日 | 3區        | 綠                       | 特華巴                                  | | |
| 角谷溪 Cockle Creek [SP4]         | CKK        | 150.630          | 1887年8月15日 | 3區        | 綠                       | 角谷溪                                  | | |
| 卡地乎 Cardiff [SP4]              | CDF        | 150.630          | 1887年8月15日 | 3區        | 綠                       | 卡地乎、卡地乎高原、 格恩地（Glendale） | | |
| 覺搭華 Kotara [SP4]               | KRZ        | 158.920          | 1924年11月12日 | 3區        | 綠                       | 覺搭華、覺搭華南                        | | |
| 亞當斯鎮 Adamstown [SP4]          | ADT        | 161.120          | 1870年10月20日 | 3區        | 綠                       | 亞當斯鎮                                | | |
| 百米杜 Broadmeadow [SP6]          | BMD        | 162.940          | 1887年8月15日 | 3區        | 綠                       | 百米杜                                  | | |
| 紐卡素線                          |            |                  | |            |                          |                                         | | |
| 哈米頓 Hamilton [SP6]             | HMN        | 164.630          | 1872年 | 3區        | 綠                       | 哈米頓、 伊斯林頓（Islington）          | ■獵人線 | |
| 域咸 Wickham [SP4]                | WKH        | 165.930          | 1936年2月9日 | 3區        | 綠                       | 域咸、紐卡素西                          | ■獵人線 | |
| 公民 Civic [SP6]                  | CVI        | 167.020          | 1857年3月30日 | 3區        | 綠                       | 紐卡素                                  | ■獵人線 | 紐卡素 （Newcastle） （1857-1858） 空尼新高 （Honeysuckle） （1858-1872） 空尼新高角 （Honeysuckle Point） （1872-1935）                                   |
| 紐卡素 Newcastle                  | NTL        | 168.100          | 1857年4月5日 （原址） 1858年3月9日 （現址）                                                                                      | 3區        | 綠                       | 紐卡素                                  | ■獵人線 | |

## 區域线

### 獵人線

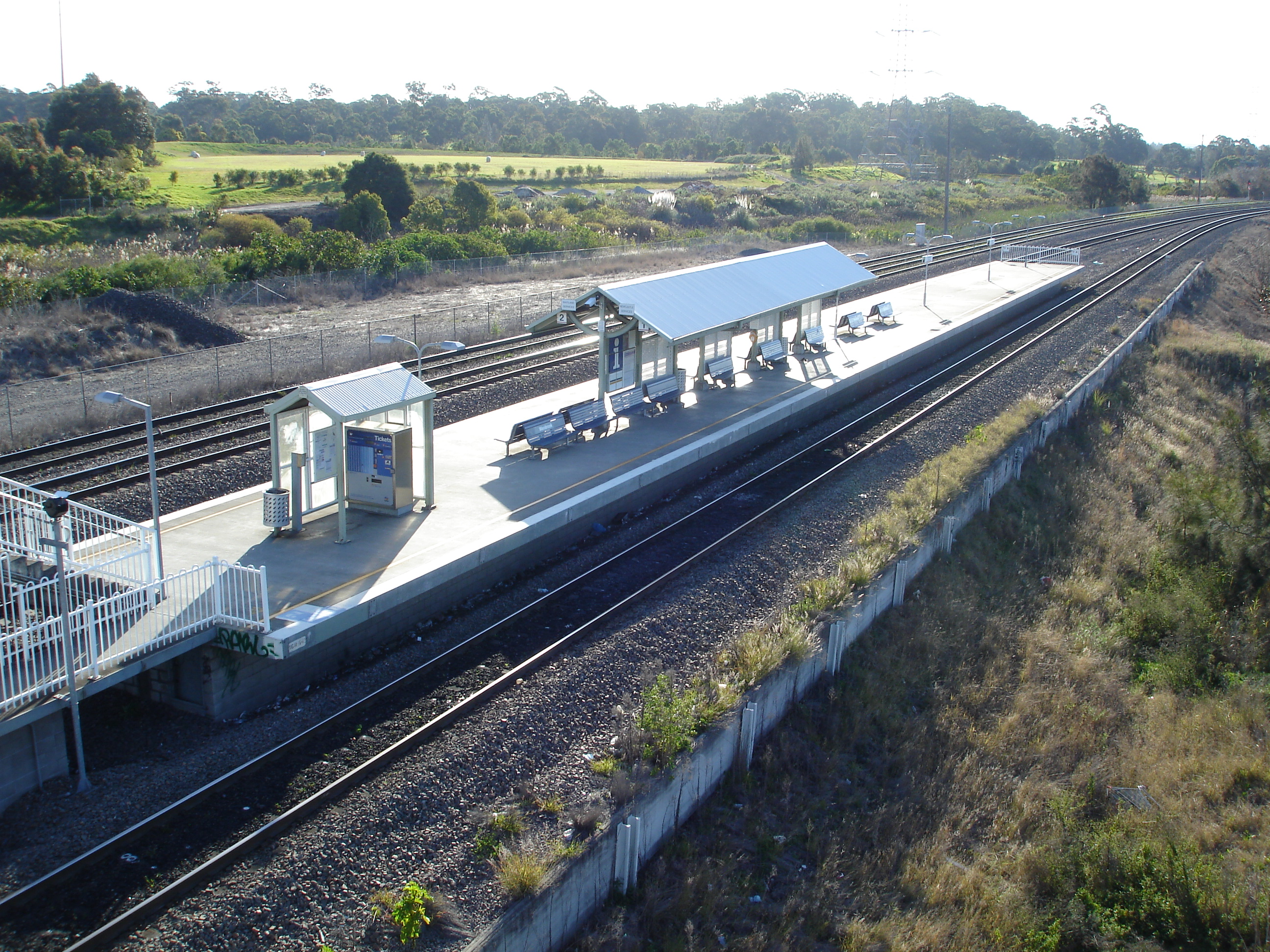
華亞卜車站 － 最接近紐卡素大學的車站，亦是獵人線最新建成的車站

獵人線（Hunter Line）是悉尼城市鐵路下的唯一的區域路線，主要服務紐卡素市及其所屬的獵人谷區域，一共有31個車站。路線由紐卡素站開出，經過紐卡素市。然後在梅蘭（Maitland）分開，主線向北以鄧各（Dungog）為終站，另外的支線則前往思康（Scone）。
該線現時是以紫色和灰色為主色。
| 車站名稱                              | 車站編碼 | 距離中央站（km） | 啟用日期                                                               | MyZone區域 | 紐卡素市 TravellPass區域 | 區域                           | 接駁              | 前車站名稱 |
| 紐卡素線                              |          |                  |                                                                        |            |                          |                                |                   | |
| 紐卡素 Newcastle                      | NTL      | 168.100          | 1857年4月5日 （原址） 1858年3月9日 （現址）                            | 3區        | 綠                       | 紐卡素                         | ■紐卡素及中海岸線 | |
| 公民 Civic [SP6]                      | CVI      | 167.020          | 1857年3月30日                                                          | 3區        | 綠                       | 紐卡素                         | ■紐卡素及中海岸線 | 紐卡素 （Newcastle） （1857-1858） 空尼新高 （Honeysuckle） （1858-1872） 空尼新高角 （Honeysuckle Point） （1872-1935） |
| 域咸 Wickham [SP4]                    | WKH      | 165.930          | 1936年2月9日                                                           | 3區        | 綠                       | 域咸、紐卡素西                 | ■紐卡素及中海岸線 | |
| 哈米頓 Hamilton [SP6]                 | HMN      | 164.630          | 1872年                                                                 | 3區        | 綠                       | 哈米頓、 伊斯林頓（Islington） | ■紐卡素及中海岸線 | |
| 主北線                                |          |                  |                                                                        |            |                          |                                |                   | |
| 華亞搭 Waratah                        | WTH      | 165.970          | 1858年3月9日                                                           | 3區        | 綠                       | 華亞搭、米費（Mayfield）       |                   | |
| 華亞卜（大學） Warabrook (University) | WBK      | 168.690          | 1995年10月23日                                                         | 3區        | 綠                       | 華亞卜                         |                   | |
| 沙繼 Sandgate                         | SDG      | 170.510          | 1881年                                                                 | 3區        | 綠                       | 沙繼                           |                   | |
| 黑咸 Hexham [SPM]                     | HXM      | 175.530          | 1871年8月1日                                                           | 3區        | 綠                       | 黑咸                           |                   | |
| 搭魯 Tarro                            | TRJ      | 178.180          | 1857年8月5日                                                           | 3區        | 綠                       | 搭魯                           |                   | 黑咸 （Hexham） （1857-1871） 黑咸村 （Hexham Township） （1871）                                                        |
| 貝雷斯福 Beresfield                   | BLD      | 179.810          | 1925年7月31日                                                          | 3區        | 綠                       | 貝雷斯福                       |                   | |
| 漢頓 Thornton                         | THO      | 182.190          | 1871年8月1日                                                           | 3區        | 綠                       | 漢頓                           |                   | 木福 （Woodford） （1871-1877）                                                                                          |
| 物福 Metford                          | MFD      | 185.120          | 1995年3月17日                                                          | 3區        | 綠                       | 物福                           |                   | |
| 維多利亞街 Victoria Street            | VST      | 187.920          | 1857年4月5日 （關閉） 1858年 （重開） 1877年                           | 3區        | 綠                       | 東梅蘭（East Maitland）        |                   | 東梅蘭 （East Maitland） （1857-1858）                                                                                   |
| 東梅蘭 East Maitland                  | EAM      | 189.097          | 1858年7月27日 （原址） 1864年5月2日 （第二站址） 1879年3月5日 （現址） | 3區        | 綠                       | 東梅蘭                         |                   | 摩柏聯運 （Morpeth Junction） （1858-1879）                                                                              |
| 高街 High Street                      | HGH      | 191.410          | 1856年5月27日                                                          | 3區        | 綠                       | 南梅蘭、梅蘭                   |                   | |
| 梅蘭 Maitland                         | MTL      | 192.550          | 1880年                                                                 | 3區        | 綠                       | 梅蘭                           |                   | 西梅蘭 （West Maitland） （1880-1949）                                                                                   |
| 洛千化 Lochinvar [SPM]                | LCV      | 202.600          | 1860年7月2日                                                           | 3區        | -                        | 洛千化                         |                   | |
| 吉搭 Greta [SPM]                      | GTA      | 210.800          | 1869年9月6日                                                           | 3區        | -                        | 吉搭                           |                   | 花辛 （Farthing） （1869-1878）                                                                                          |
| 巴斯頓 Branxton [SPM]                 | BNX      | 215.600          | 1862年3月24日                                                          | 3區        | -                        | 巴斯頓                         |                   | |
| 昇禮頓 Singleton                      | SIX      | 238.900          | 1863年5月7日                                                           | 3區        | -                        | 昇禮頓                         |                   | |
| 馬斯威卜 Muswellbrook                 | MBK      | 288.800          | 1869年5月19日                                                          | 3區        | -                        | 馬斯威卜                       |                   | 馬素卜 （Musclebrook） （1869-1890）                                                                                     |
| 鴨巴甸 Aberdeen                       | ADM      | 300.730          | 1870年10月2日                                                          | 3區        | -                        | 鴨巴甸                         |                   | |
| 思康 Scone                            | NSO      | 314.660          | 1871年4月17日                                                          | 3區        | -                        | 思康                           |                   | |
| 北海岸線                              |          |                  |                                                                        |            |                          |                                |                   | |
| 提拉華 Telarah                        | TLR      | 194.740          | 1911年8月14日                                                          | 3區        | 綠                       | 提拉華                         |                   | 西梅蘭調車場（West Maitland Marshalling Yard） （1911-1922）                                                             |
| 米達禮巴 Mindaribba [SPM]             | MNB      | 218.500          | 1911年8月14日                                                          | 3區        | -                        | 米達禮巴                       |                   | |
| 佰德臣 Paterson [SPM]                 | PTR      | 213.200          | 1911年8月14日                                                          | 3區        | -                        | 佰德臣                         |                   | |
| 馬田溪 Martins Creek [SPM]            | MCR      | 218.500          | 1911年8月14日                                                          | 3區        | -                        | 馬田溪                         |                   | |
| 克羅地 Hilldale [SPM]                 | HIL      | 226.400          | 1911年8月14日                                                          | 3區        | -                        | 克羅地                         |                   | |
| 華努巴 Wallarobba [SPM]               | WLB      | 231.700          | 1911年8月14日                                                          | 3區        | -                        | 華努巴                         |                   | |
| 永亞久那 Wirragulla [SPM]             | WGL      | 238.000          | 1911年8月14日                                                          | 3區        | -                        | 永亞久那                       |                   | |
| 鄧各 Dungog                           | DGG      | 245.200          | 1911年8月14日                                                          | 3區        | -                        | 鄧各                           |                   | |

## 附註
a 如在此站下車需在上車事先通知車長
$ 由於機場線是由私人公司管理，因此在該站進出需要付附加費
CC 市環線是由內西線、班克斯鎮線、東山及機場線和南線組成，因此「轉乘」是假此由以上四條路線轉乘其他路線
Unnamed 在永繼路站開幕前，該地只是一個沒有名稱的側線
SPM 乘客在此站下車需在列車的中間卡下車
SP1r 乘客在此站下車需在列車最後一卡的最後一道門下車
SP2 乘客在此站下車需在列車最後兩卡下車
SP3 乘客在此站下車需在列車最後三卡下車
SP4 乘客在此站下車需在列車最後四卡下車
SP6 乘客在此站下車需在列車最後六卡下車，但不包括該站的市郊線服務
SP6# 乘客在此站下車需在列車最前六卡下車，但不包括該站的市郊線服務
BMLpeak 此站只會在繁忙時間才有藍山線列車服務
EHLpeak 此站只會在星期一至五和繁忙時間才有東山線列車服務
NCLpeak 此站只會在繁忙時間才有紐卡素及中海岸線列車服務
NSLpeak 此站只會在星期一至五和繁忙時間才有北岸線列車服務
SCLpeak 此站只會在星期一至五和繁忙時間才有南海岸線列車服務
SHLlim 此站只會提供南高原線有限度列車服務，乘客可改搭機場及東山線或南線前往金寶鎮